# Genossenschaft Kreuz

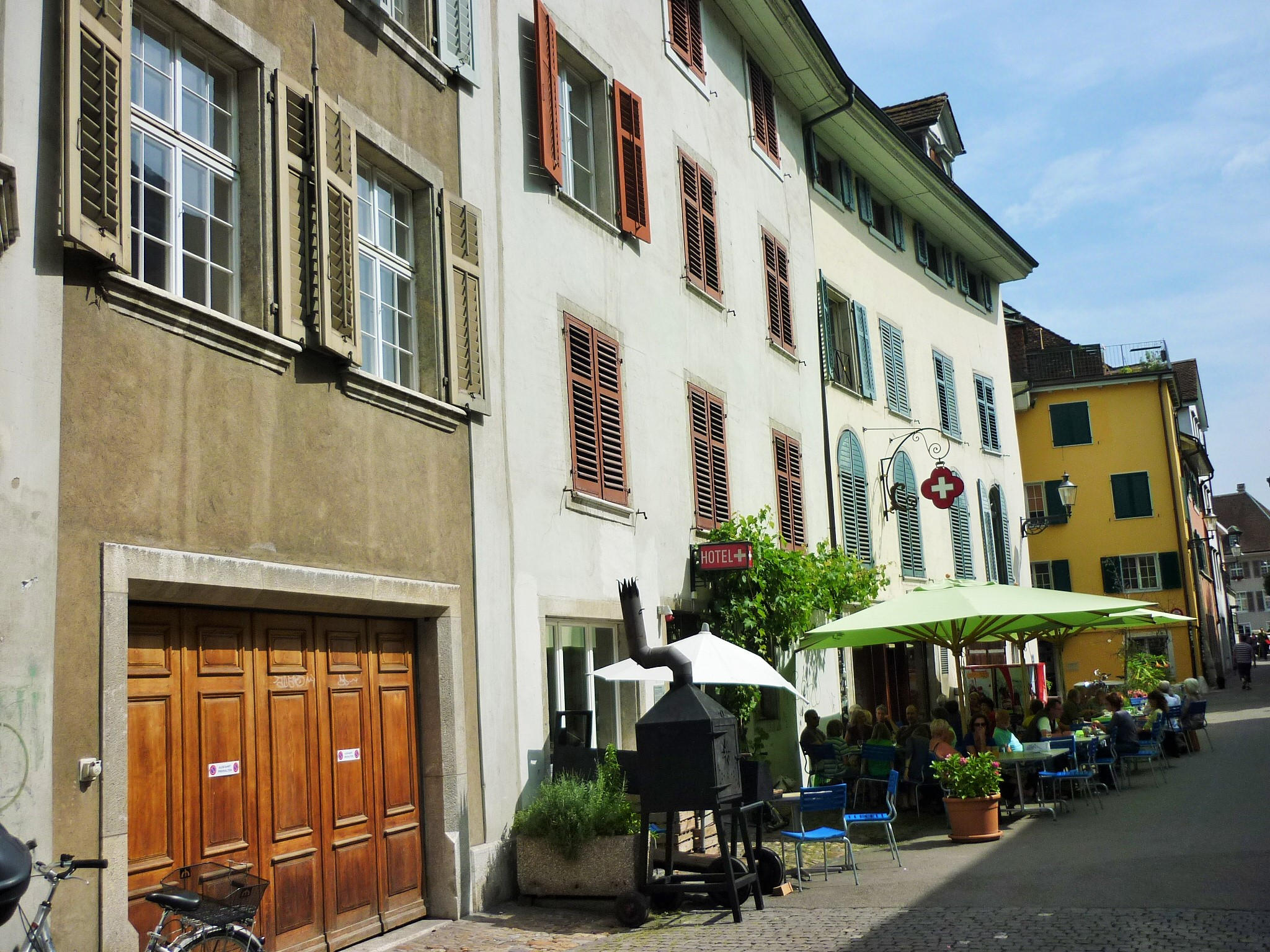
Hotel und Restaurant Kreuz

Die Genossenschaft Kreuz betreibt in Solothurn seit 1973 das gleichnamige Restaurant und Hotel. Dieses ist die älteste "Genossenschaftsbeiz" der Schweiz und ein traditionsreicher Versammlungsort linker politischer Bewegungen.

## Geschichte
Das Restaurant «Kreuz» existiert seit 1601. Sein Charakter vor der Umwandlung in einen Genossenschaftsbetrieb wird als «schmuddelige Hafenkneipe» bzw. Restaurant mit Rotlichtbereich beschrieben. Der genossenschaftliche Nachfolgebetrieb des Restaurants und Hotels wandelte sich aber rasch zum linksalternativen Treffpunkt. 1979 wurde das Hotel aufgegeben; daraufhin wohnten dort für einige Zeit «Kreuz»-Mitarbeiter in einer Wohngemeinschaft. Seit 1985 besteht das Hotel wieder. Das Restaurant und die Hotelzimmer werden in einer Publikation über Schweizer Genossenschaften als «einfach, zweckmässig und schön» beschrieben. Zu den Förderern der Genossenschaft in ihren Anfangsjahren gehörte der Schriftsteller Otto F. Walter. In den Medien ebenfalls mit dem «Kreuz» assoziiert wurden als Gäste oder frühere Mitarbeiter weitere prominente Persönlichkeiten wie Peter Bichsel.
Aus einer Abspaltung 1976 ging die heutige Genossenschaft Baseltor hervor, die neben dem Hotel und Restaurant «Baseltor» weitere Gaststätten in Solothurn betreibt und auch den Betrieb des historischen Solothurner Hotels «Krone» übernommen hat.
1982 wurde im «Kreuz» die Gruppe für eine Schweiz ohne Armee (GSoA) gegründet, welche dort nach wie vor ihre Versammlungen durchführt. Insbesondere während der Solothurner Film- und Literaturtage, die im «Kreuz» ihren Ursprung hatten, ist es ein Treffpunkt des linken Establishments der Schweiz.
Um das Jahr 2000 stand die Gaststätte vor dem finanziellen Ruin. Seither wurde der Betrieb als Folge einer Ausrichtung auf Qualität und einen bürgerlichen Kochstil mit internationalen Einflüssen wieder profitabel und auch über die linke Szene hinaus beliebt.

## Kulturprogramm
Das Kulturprogramm umfasst Musik-, Literatur- und Kleinkunstanlässe. So traten in den letzten Jahren Bands aus unterschiedlichen musikalischen Genres wie Jazz, Weltmusik, Blues oder Singer-Songwriter auf.

## Dokumentation
Paul Riniker widmete dem Lokal 1984 den Dokumentarfilm Eine Beiz ohne Chef. Rolf Niederhauser machte das «Kreuz» 1978 zum Thema des Buches Ein paar junge Leute haben es satt zu warten auf das Ende der bloßen Vermutung, daß es bessere Formen menschlicher Gemeinschaft gibt.